# Coenonympha hoefneri
Coenonympha hoefneri är en fjärilsart som beskrevs av Skala 1911. Coenonympha hoefneri ingår i släktet Coenonympha och familjen praktfjärilar. Inga underarter finns listade i Catalogue of Life.